# Anzygina medioborealis
Anzygina medioborealis är en insektsart som först beskrevs av Ghauri 1980.  Anzygina medioborealis ingår i släktet Anzygina och familjen dvärgstritar.
Artens utbredningsområde är Papua Nya Guinea. Inga underarter finns listade i Catalogue of Life.